# La Prétière
La Prétière é uma comuna francesa na região administrativa de Borgonha-Franco-Condado, no departamento de Doubs. Estende-se por uma área de 2,71 km². Em 2010 a comuna tinha 162 habitantes (densidade: 59,8 hab./km²).